# Brad Beyer
Pour les articles homonymes, voir Beyer.
Brad Beyer est un acteur américain, né le 20 septembre 1973 à Waukesha (Wisconsin).

## Filmographie

### Cinéma
- 1997 : Cop Land de James Mangold : un jeune policier
- 1998 : Enough Already de Tom Keenan : John
- 1999 : Trick de Jim Fall : Rich
- 1999 : Le Déshonneur d'Elisabeth Campbell de Simon West : le capitaine Bransford
- 1999 : La Tête dans le carton à chapeaux d'Antonio Banderas : Jack
- 1999 : Game Day de Steve Klein : Dave
- 2001 : Way Off Broadway (pt) de Daniel Kay : Darrin
- 2001 : Twelve de Daniel Noah : Zach Taylor (voix)
- 2002 : The Perfect You (en) de Matthew Miller : Chad
- 2002 : Sorority Boys de Wallace Wolodarsky : Spence
- 2017 : Thank You for Your Service de Jason Hall :

### Télévision
- 1999 : New York, unité spéciale (saison 1, épisode 4) : Dennis Caufield
- 2000 : Sex and the City : Arthur (saison 3, épisode 1)
- 2001-2002 : New York 911 (série, 8 épisodes) : le sergent Jason Christopher
- 2002 : Monday Night Mayhem (en) d'Ernest R. Dickerson (téléfilm) : Don Meredith
- 2003 : Les Experts : Miami (saison 2, épisode 12) : Doug
- 2006-2008 : Jericho (série, 26 épisodes) : Stanley Richmond
- 2007 : Démons de pierre d'Ayton Davis (téléfilm) : Porter
- 2008 : Esprit Criminel (saison 3, épisode 18) : Detective Steve Berry
- 2012 : GCB (série, 10 épisodes) : Zack Peacham
- 2012 : NCIS : enquêtes spéciales : le capitaine de la marine Joe Westcott
- 2014 : Extant (série, 8 épisodes) : Harmon Kryger
- 2015 : Scorpion (saison 2, épisode 8) : Lieutenant Burns
- 2024 : Chicago Med : Tighe Willis (saison 9, épisode 13)